# 利翁瓦伊
利翁瓦伊，是西班牙巴伦西亚自治区巴伦西亚省的一个市镇。总面积56平方公里，总人口2327人（2001年），人口密度42人/平方公里。